# Raymond Susset
Raymond Susset est un homme politique français né le 5 juin 1895 à Magné, dans la Vienne et mort le 12 juillet 1991 à Nice (Alpes-Maritimes).

## Biographie
Né dans la Vienne, il grandit à Paris et, après la Première Guerre mondiale, devient industriel dans le secteur des plâtres et ciments. En 1932, il devient député républicain-socialiste du 10e arrondissement de Paris. En 1935, il est également élu au conseil municipal de Paris et au conseil général de la Seine. Réélu député en 1936, il siège cette fois au sein de l'Union socialiste républicaine, regroupement de diverses scissions droitières de la Section française de l'Internationale ouvrière.
Son action parlementaire s'exerce essentiellement sur des questions sociales, telles que le logement. Le 10 juillet 1940, Raymond Susset vote en faveur de la remise des pleins pouvoirs au Maréchal Pétain.
Après la Seconde Guerre mondiale, il retrouve un siège au Parlement en devenant, en 1953, sénateur de la Guinée. il est alors apparenté au Rassemblement du peuple français, le Parti républicain-socialiste acceptant, contrairement aux autres composantes du Rassemblement des gauches républicaines, l'appartenance de ses membres au RPF. Son mandat prend fin avec l'indépendance de la Guinée en 1958.

## Sources
- « Raymond Susset », dans le Dictionnaire des parlementaires français (1889-1940), sous la direction de Jean Jolly, PUF, 1960 [détail de l’édition]